# Сенько, Фёдор Петрович
Фёдор Петро́вич Сенько́ (белор. Фёдар Пятровіч Сянько; 6 апреля 1936 — 23 апреля 2020) — советский государственный и хозяйственный деятель. Герой Социалистического Труда (1971). Лауреат Государственной премии СССР (1971), кандидат экономических наук (1972)

## Биография
Родился 6 апреля 1936 года в деревне Козлякевичи (ныне Барановичский район, Брестская область, Беларусь). Белорус.
В 1957 году окончил Гродненский государственный аграрный университет.
- 1957—1959 — заместитель председателя колхоза им. М. И. Калинина, Гродненский район Гродненской области.
- 1959—1972 — председатель колхоза «Прогресс».
- 1972—1976 — 1-й заместитель председателя Гродненского облисполкома.
- 1976—1979 — 1-й заместитель министра сельского хозяйства БССР.
- 1979—1985 — министр сельского хозяйства БССР.
- 1985—1989 — заместитель заведующего Отделом сельского хозяйства и пищевой промышленности ЦК КПСС.
- 1989—1990 — заместитель заведующего Аграрным отделом ЦК КПСС.
- 1990—1991 — заместитель Председателя Совмина Белорусской ССР — председатель Госкомитета БССР по сельскому хозяйству и продовольствию.
- 1991 — Заместитель Премьер-министра СССР.

Президент ЗАО «Агротехнология», Москва.
Умер в 2020 году. Похоронен на Троекуровском кладбище.

## Награды и премии
- Герой Социалистического Труда (1971)
- орден Ленина (1971)
- три ордена Трудового Красного Знамени
- орден «Знак Почёта»
- Государственная премия СССР (1971) — за планировку и застройку сельского посёлка Вертелишки